# MS4A6E
MS4A6E (англ. Membrane spanning 4-domains A6E) – білок, який кодується однойменним геном, розташованим у людей на 11-й хромосомі. Довжина поліпептидного ланцюга білка становить 147 амінокислот, а молекулярна маса — 15 909.
| 10         |  | 20         |  | 30         |  | 40         |  | 50         |
| ---------- |  | ---------- |  | ---------- |  | ---------- |  | ---------- |
| MTSQPISNET |  | IIMLPSNVIN |  | FSQAEKPEPT |  | NQGQDSLKKR |  | LQAKVKVIGV |
| HSSLAGSILS |  | ALSALVGFIL |  | LSVNPAALNP |  | ASLQCKLDEK |  | DIPTRLLLSY |
| DYHSPYTMDC |  | HRAKASLAGT |  | LSLMLVSTVL |  | EFCLAVLTAV |  | LQWKQTV    |

A: Аланін

C: Цистеїн

D: Аспарагінова кислота

E: Глутамінова кислота

F: Фенілаланін

G: Гліцин

H: Гістидин

I: Ізолейцин

K: Лізин

L: Лейцин

M: Метіонін

N: Аспарагін

P: Пролін

Q: Глутамін

R: Аргінін

S: Серин

T: Треонін

V: Валін

W: Триптофан

Кодований геном білок за функцією належить до рецепторів. 
Локалізований у мембрані.